# Leptomenes brevior
Leptomenes brevior är en stekelart som beskrevs av Giordani Soika. Leptomenes brevior ingår i släktet Leptomenes och familjen Eumenidae. Inga underarter finns listade i Catalogue of Life.